# 22. Division (Deutsches Kaiserreich)
Die 22. Division, für die Dauer des mobilen Verhältnisses auch als 22. Infanterie-Division bezeichnet, war ein Großverband der Preußischen Armee.

## Gliederung
Das Kommando befand sich in Kassel und die Division war Teil des XI. Armee-Korps.

### Friedensgliederung 1914
- 43. Infanterie-Brigade in Kassel
  - 2. Kurhessisches Infanterie-Regiment Nr. 82 in Göttingen
  - Infanterie-Regiment „von Wittich“ (3. Kurhessisches) Nr. 83 in Kassel und Arolsen
- 44. Infanterie-Brigade in Kassel
  - 2. Thüringisches Infanterie-Regiment Nr. 32 in Meiningen
  - 1. Ober-Elsässisches Infanterie-Regiment Nr. 167 in Kassel und Mühlhausen in Thüringen
- 22. Kavallerie-Brigade in Kassel
  - Dragoner-Regiment „Freiherr von Manteuffel“ (Rheinisches) Nr. 5 in Hofgeismar
  - Husaren-Regiment „Landgraf Friedrich II. von Hessen-Homburg“ (2. Kurhessisches) Nr. 14
- 22. Feldartillerie-Brigade in Kassel
  - 1. Kurhessisches Feldartillerie-Regiment Nr. 11 in Kassel und Fritzlar
  - 2. Kurhessisches Feldartillerie-Regiment Nr. 47 in Fulda

### Kriegsgliederung bei Mobilmachung 1914
- 43. Infanterie-Brigade
  - 2. Kurhessisches Infanterie-Regiment Nr. 82
  - Infanterie-Regiment „von Wittich“ (3. Kurhessisches) Nr. 83
- 44. Infanterie-Brigade
  - 2. Thüringisches Infanterie-Regiment Nr. 32
  - 1. Ober-Elsässisches Infanterie-Regiment Nr. 167
  - Kurhessisches Jäger-Bataillon Nr. 11
- Stab und 3. Eskadron/Kürassier-Regiment „Kaiser Nikolaus I. von Russland“ (Brandenburgisches) Nr. 6
- 22. Feldartillerie-Brigade
  - 1. Kurhessisches Feldartillerie-Regiment Nr. 11
  - 2. Kurhessisches Feldartillerie-Regiment Nr. 47
- 1. Kompanie/Kurhessisches Pionier-Bataillon Nr. 11

### Kriegsgliederung vom 29. Mai 1918
- 43. Infanterie-Brigade
  - 2. Kurhessisches Infanterie-Regiment Nr. 82
  - Infanterie-Regiment „von Wittich“ (3. Kurhessisches) Nr. 83
  - 1. Ober-Elsässisches Infanterie-Regiment Nr. 167
  - 6. Eskadron/Kürassier-Regiment „Kaiser Nikolaus I. von Russland“ (Brandenburgisches) Nr. 6
- Artillerie-Kommandeur Nr. 22
  - 1. Kurhessisches Feldartillerie-Regiment Nr. 11
  - Fußartillerie-Bataillon Nr. 50
- Pionier-Bataillon Nr. 128
- Divisions-Nachrichten-Kommandeur Nr. 22

## Geschichte
Die Division wurde nach dem Deutschen Krieg im Oktober 1866 gebildet. Unterstellt waren ihr überwiegend Truppenteile, die durch Übernahme vormals kurhessischer Einheiten gebildet wurden.

### Deutsch-Französischer Krieg
Die Division wurde zu Beginn des Deutsch-Französischen Krieges von Hermann von Gersdorff in den Schlachten von Weißenburg und Wörth geführt. Am 22. September ging das Kommando an Ludwig von Wittich über. Unter ihm nahm die Division an den Kämpfen von Artenay, Châteaudun, Loigny und  Orléans teil. Im Januar 1871 folgten die Kämpfe in der Schlacht bei Le Mans.

### Erster Weltkrieg
Mit der Mobilmachung am 2. August 1914 übernahm Generalmajor Karl Dieffenbach den Befehl über die Division, die dem XI. Armee-Korps unterstellt war. Mit diesem ging es bis zur Eroberung Namurs westwärts. Ende August wurden die hieran beteiligten Korps, neben dem XI. Armee-Korps war es auch das Garde-Reserve-Korps, an die Ostfront verlegt. Dort nahm die Division an der Schlacht an den Masurischen Seen teil.
Nun wurde die Division nach Krakau verlegt und nahm an der Belagerung der Festung Iwangorod teil. Im Winter 1914/15 lagerte die Division an der Rawka, wo ihr Kommandeur am 18. April 1915 zum Generalleutnant befördert wurde. Am 2. Juni 1915 wurde die Division für selbstständig erklärt und der 11. Armee unter Generaloberst August von Mackensen zugeteilt, kämpfte bei Lubaczów, überquerte den San bei Sieniawa und rückte bis Pinsk vor. Erst am Styr begann für sie der Stellungskrieg. Nach der russischen Offensive verbrachte sie den Winter 1915/16 in Wolhynien. Ende März 1916 wurde die Division der 8. Armee Otto von Belows in Kurland unterstellt und blieb bis Ende Juni bei Mitau.
Während der Brussilow-Offensive wurde die Division der neugebildeten Angriffsgruppe von der Marwitz in Ostgalizien zugeteilt. Als sich die Division am 20. Juli 1916 zusammen mit der k.u.k. 1. Armee unter dem Generalobersten Paul Puhallo von Brlog zwischen Lipa und Styr zurückzog, wurde General Dieffenbach mit dem Oberbefehl über diese Armee beauftragt.
Nachdem der Rückzug zum Stehen gebracht wurde, blieb die um zwei k.u.k. Infanterie-Truppendivisionen verstärkte Division als Korps Dieffenbach bis Mitte Dezember in ihren Stellungen in Ostgalizien. Dort kämpfte sie bis Oktober 1917.
Dann wurde sie an die Westfront verlegt, wo sie bis zum 25. Mai 1918 vor Verdun in Stellungskämpfe verwickelt war. Es folgten die Rückzugs- und Stellungskämpfe in Nordfrankreich und Belgien und schließlich ab 12. November 1918 der Rückmarsch nach Deutschland.

## Kommandeure
| Dienstgrad                   | Name                                   | Datum                                                          |
| ---------------------------- | -------------------------------------- | -------------------------------------------------------------- |
| Generalmajor/Generalleutnant | Hermann von Gersdorff                  | 30. Oktober 1866 bis 6. August 1870                            |
| Generalmajor                 | Bernhard von Schkopp                   | 07. August bis 19. September 1870 (mit der Führung beauftragt) |
| Generalmajor                 | Ludwig von Wittich                     | 20. September 1870 bis 17. März 1872                           |
| Generalleutnant              | Wilhelm zu Mecklenburg                 | 25. März 1872 bis 12. November 1873                            |
| Generalmajor                 | Hugo von Thile                         | 13. bis 24. November 1873 (mit der Führung beauftragt)         |
| Generalmajor/Generalleutnant | Hugo von Thile                         | 25. November 1873 bis 13. Januar 1874                          |
| Generalmajor                 | Heinrich von Blumenthal                | 18. Januar bis 11. September 1874 (mit der Führung beauftragt) |
| Generalmajor/Generalleutnant | Heinrich von Blumenthal                | 12. September 1874 bis 14. Februar 1881                        |
| Generalleutnant              | Ernst von Unger                        | 15. Februar 1881 bis 22. November 1886                         |
| Generalleutnant              | Hans von Passow                        | 23. November 1886 bis 16. Juni 1889                            |
| Generalleutnant              | Friedrich von Hohenzollern-Sigmaringen | 17. Juni 1889 bis 21. September 1893                           |
| Generalleutnant              | Bernhard von Sachsen-Meiningen         | 22. September 1893 bis 21. März 1895                           |
| Generalmajor                 | Paul von Collas                        | 22. März bis 17. April 1895 (mit der Führung beauftragt)       |
| Generalleutnant              | Paul von Collas                        | 18. April 1895 bis 9. September 1898                           |
| Generalleutnant              | Friedrich Leopold von Preußen          | 10. September 1898 bis 6. Juni 1900                            |
| Generalleutnant              | Oskar von Rabe                         | 07. Juni 1900 bis 16. Januar 1903                              |
| Generalleutnant              | Josias von Heeringen                   | 17. Januar 1903 bis 23. Juni 1906                              |
| Generalleutnant              | Karl von Plettenberg                   | 24. Juni 1906 bis 11. April 1910                               |
| Generalleutnant              | Eberhard von Claer                     | 12. April 1910 bis 13. Juni 1911                               |
| Generalleutnant              | Carl von Oertzen                       | 14. Juni bis 17. Dezember 1911                                 |
| Generalleutnant              | Otto Liman von Sanders                 | 18. Dezember 1911 bis 7. Dezember 1913                         |
| Generalleutnant              | Hugo von Freytag-Loringhoven           | 08. Dezember 1913 bis 1. August 1914                           |
| Generalmajor                 | Karl Dieffenbach                       | 02. August 1914 bis 16. Dezember 1916                          |
| Generalmajor                 | Kurt Kruge                             | 17. Dezember 1916 bis August 1917                              |
| Generalleutnant              | Otto Neubaur                           | 25. August 1917 bis 20. Dezember 1918                          |